# Stora Rimmö (naturreservat)
Stora Rimmö är ett naturreservat i  Söderköpings kommun i Östergötlands län.
Området är naturskyddat sedan 2006 och är 402 hektar stort. Reservatet omfattar ett 20-tal små öar och skär Östergötlands skärgård belägna norr om ön Stora Rimmö. På de lite större öarna finns tallskog med inslag av lövträd.